# Europacup I hockey mannen 1978
De 5de Europacup I hockey voor mannen werd gehouden van 12 tot en met 15 mei 1978 in Barcelona. Het deelnemersveld bestond uit 8 teams. Southgate HC won deze editie door in de finale Rüsselsheimer RK te verslaan.

## Uitslag poules

### Poule A
| Team                | Gespeeld | G | G | V | DV | DT | DS | Pnt |
| ------------------- | -------- | - | - | - | -- | -- | -- | --- |
| Southgate HC        | 2        | 2 | 0 | 0 | 3  | 0  | +3 | 4   |
| Rot-Weiss Wettingen | 2        | 1 | 0 | 1 | 3  | 3  | 0  | 2   |
| Dinamo Alma Ata     | 2        | 0 | 0 | 2 | 1  | 4  | -3 | 0   |

Uitslagen
- Southgate - Rot-Weiss 2-0
- Southgate - Dinamo 1-0
- Rot-Weiss - Dinamo 3-1

### Poule B
| Team                  | Gespeeld | G | G | V | DV | DT | DS | Pnt |
| --------------------- | -------- | - | - | - | -- | -- | -- | --- |
| HC Klein Zwitserland  | 2        | 2 | 0 | 0 | 6  | 1  | +5 | 4   |
| Royal Uccle Sport THC | 2        | 1 | 0 | 1 | 3  | 2  | +1 | 2   |
| Swansea HC            | 2        | 0 | 0 | 2 | 2  | 8  | -6 | 0   |

Uitslagen
- Uccle - Swansea 3-1
- Swansea - Klein Zwitserland 1-5
- Uccle - Klein Zwitserland 0-1

### Poule C
| Team              | Gespeeld | G | G | V | DV | DT | DS | Pnt |
| ----------------- | -------- | - | - | - | -- | -- | -- | --- |
| Real Club de Polo | 2        | 2 | 0 | 0 | 4  | 0  | +4 | 4   |
| Slough HC         | 2        | 1 | 0 | 1 | 6  | 2  | +4 | 2   |
| HK Jedinstvo      | 2        | 0 | 0 | 2 | 9  | 1  | -8 | 0   |

Uitslagen
- Slough - Polo 0-1
- Slough - Jedinstvo 6-1
- Polo - Jedinstvo 3-0

### Poule D
| Team             | Gespeeld | G | G | V | DV | DT | DS | Pnt |
| ---------------- | -------- | - | - | - | -- | -- | -- | --- |
| Rüsselsheimer RK | 2        | 2 | 0 | 0 | 5  | 3  | +2 | 4   |
| SK Slavia Praha  | 2        | 0 | 1 | 1 | 3  | 4  | -1 | 1   |
| Edinburgh HC     | 2        | 0 | 1 | 1 | 4  | 5  | -1 | 1   |

Uitslagen
- Rüsselsheim - Edinburgh 3-2
- Rüsselsheim - Slavia 2-1
- Slavia - Edinburgh 2-2

## Kruisfinales

### Groepswinnaars
- Klein Zwitserland - Rüsselsheim 3-3 (3-5 wnv)
- Southgate - Polo 2-1

### Runner-ups
- Uccle - Slavia 3-1
- Wettingen - Slough 0-2

### Verliezers
- Dinamo - Jedinstvo 4-4 (4-5 wnv)
- Swansea - Edinburgh 0-4

## Finales

#### Finale
- Southgate - Rüsselsheim 5-2

#### 3de plaats
- Klein Zwitserland - Polo 2-2 (5-2 wnv)

#### 5de plaats
- Uccle - Slough 1-2

#### 7de plaats
- Slavia - Wettingen 2-2 (4-3 wnv)

#### 9de plaats
- Jedinstvo - Edinburgh 2-5

#### 11de plaats
- Dinamo - Swansea 0-2

## Einduitslag
1. Southgate HC
2. Rüsselsheimer RK
3. HC Klein Zwitserland
4. Real Club de Polo
5. Slough HC
6. Royal Uccle Sport THC
7. SK Slavia Praha
8. Rot-Weiss Wettingen
9. Edinburgh HC
10. HK Jedinstvo
11. Swansea HC
12. Dinamo Alma Ata